# Avex Group
Avex Group Holdings Inc. (яп. エイベックス・グループ・ホールディングス株式会社) — холдингова компанія, що спеціалізується в галузі шоу-бізнесу. Штаб-квартира в Японії. Назва компанії походить від англійського словосполучення «Audio Visual Expert».

## Історія
Історія Avex сходить до 1988 року, коли її творець, Макс Мацуура, разом з двома партнерами відкрив компанію з гуртового продажу компакт-дисків, названу AVEX DD Inc. У вересні 1990 року вони офіційно відкрили власний лейбл звукозапису, Avex Trax.

## Лейбли звукозапису
- Avex Classics
- Avex International
- Avex Mode
- Avex Trax (перший музичний лейбл компанії, заснований у вересні 1990 року)
- Avex Tune
- Cutting Edge
- Rhythm Zone
- Sonic Groove

## Лейбли звукозапису, дистриб'ютором яких виступає Avex Group
- Armada Music
- Disney Music Group
- Free-Will
- SM Entertainment
- Vandit
- Yamaha Music Communications Inc.